# Триалетски хребет
Триалетският хребет (на грузински: თრიალეთის ქედი; на руски: Триалетский хребет) е планински хребет в централната част на Грузия, най-северната част от системата на планината Малък Кавказ. Простира се на повече от 150 km от Боржоми (Боржомското дефиле на река Кура) на запад до Тбилиси на изток, покрай десния бряг на река Кура и е вододел между нея и десните ѝ притоци Паравани и Храми.

## Описание
Триалетският хребет отделя средното течение на река Кура от басейна на горна Храми, издига се с върховете си Каракая и Арджевани и постепенно се снижава на изток. Последните от хълмовете му почти достигат Тбилиси. На запад започва от завоя на река Кура при селището Минадзе на 939 m надморска височина, а на изток стига до завоя на Кура при град Мцхета.
Дължината на хребета е над 150 km, а ширината достига средно до 30 km. Максимална височина връх Шави-Клде (Черната скала) 2850 m (41°39′32″ с. ш. 43°26′17″ и. д. / 41.658889° с. ш. 43.438056° и. д.) и е разположен в западната му част. Други сравнително високи върхове са Саквелосмта (2803 m), Арджевани (2757 m), Ортатави (2513 m), Кенчакаро (2320 m), Кваджвари (2280 m).
Православният манастир Кватахеви (Квабтахеви) е изграден на склона на хребета, в региона Шида Картли. Манастирът е в дефилето на река Кавтура, близо до село Кавтисхеви и носи името Успение Богородично. Недалеко от него се намира град Каспи.

## Геология
Изграден е от седиментни и вулканични скали. В някои части се наблюдава местна магнитна аномалия. В западната половина от хребета магнитната деклинация е от -16 до + 40 градуса. В същия регион има доста термални извори, особено по северния склон.

## Води
По склоновете на хребета тече гъста мрежа от реки, носещи водите си на север към река Кура и на юг към Храми. Близо до вододела са разположени отделни езера, които дават началото на десните притоци на Кура – Тедзами и Алгети. От хребета извират и реките Дигмисцкали и Вере, които се вливат в Кура на територията на град Тбилиси.

## Растителност
На юг централната част на хребета граничи със Самсарското плато и Самсарския хребет, който заради суровия си климат образно се нарича „Грузински Сибир“. Това съседство оказва влияние върху климата в Триалетския хребет, а оттук – и на растителността в различните му части. В западния край горната граница на горите достига до 2000 m надморска височина, а в източния – до 1600 m. В някои части климатът и геоложкият състав на хребета способстват за развитието на ксерофитна растителност, приспособена към живот на сухи места.
Гъсти широколистни, иглолистни и смесени гори растат само по северните му склонове – от дъб, бук, габър, ела, бор и смърч. По южните, които опират в обезлесените възвишения на Малък Кавказ, няма гори. Те са частично залесени в западните и повече в източните си краища. На 2/3 от височината на хребета гори въобще няма, а в топло време склоновете са покрити със субалпийски и алпийски пасища.

## Транспорт
Проходите през Триалетския хребет са трудни за преминаване, но в най-източната част, на 1320 m надморска височина е прекаран шосеен път от Тбилиси през Коджорския проход, който достига до курортното селище Манглиси. На около 10-ина километра от връх Шави-Клде, на 2454 m надморска височина, се намира проходът Цхрацкаро, по който е прекарано шосе от Боржоми за Ахалкалаки, което може да се ползва от автомобили само от май до ноември.
През Атенското дефиле е прекарана теснолинейка, по която се превозват дървени трупи.

## Топографска карта
- К-37-XХ М 1:200000[7]
- К-38-XХІ М 1:200000[8]